# ニミッツ級航空母艦
ニミッツ級航空母艦（ニミッツきゅう こうくうぼかん、英語: Nimitz-class aircraft carrier）は、アメリカ海軍の原子力空母の艦級。世界で初めて量産された原子力空母であり、世界最大級・史上最大級の軍艦としても知られる。
ネームシップの建造は1967年度計画によって着手され、2001年度計画による「ジョージ・H・W・ブッシュ」に至るまで、計10隻が建造された。このように長期間に亘って多数が建造されたことから、順次に工法や設計の改訂が図られており、アメリカ海軍協会(USNI) では4～10番艦を、また『世界の艦船』誌では9・10番艦を、それぞれ独立した艦級（改ニミッツ級）として扱っている。またこのように改良が重ねられた結果、「空母という艦種は同級で完成した」と称されるほど高い評価を得ている。

## 来歴
第二次世界大戦後の核戦争時代の到来を受け、空軍戦略航空軍団への対抗もあり、アメリカ海軍は大型の艦上爆撃機を運用できる超大型空母の保有を志向した。1949年度計画の空母「ユナイテッド・ステーツ」（基準排水量 66,400 t）は挫折したものの、朝鮮戦争で空母航空団の存在意義が再確認されたこともあり、1952年度計画よりフォレスタル級（基準排水量 59,900 t）の建造が認可され、同型4隻が建造された。そのネームシップは予算 1.9億USドルであったが、その後、値上がりして、改良型であるキティホーク級のネームシップでは 2.6億USドルとなった。
一方、1950年の時点で、当時のアメリカ海軍作戦部長であったフォレスト・シャーマン大将によって、空母を含めた水上艦の原子力推進化の可能性検討が指示されていた。しかし、この時点では非常に高コストであったことから原子力委員会が賛成せず、1958年度計画でやっとキティホーク級をベースとした初の原子力空母として「エンタープライズ」の建造が認可された。ただし、艦型拡大（満載排水量にして9,000トン増大）もあり、建造費は7割増の4.5億ドルとなった。これもあり、アイゼンハワー政権下では、1959年度・1960年度ともに空母建造予算が認められず、1961年度・1963年度に各1隻の建造が認可されたものの、原子力推進の実績がまだ乏しかったこともあり、これらは在来型のキティホーク級とされた。
その後、原子力推進技術の成熟を受け原子力委員会は1963年度計画のキティホーク級最終艦の原子力推進化を勧告したものの、同年10月に完成の遅延を理由としてロバート・マクナマラ国防長官は変更の中止（通常推進の維持）を決定した。1964年6月になって「エンタープライズ」の原子炉8基式よりも安価な2基式が実現可能となり、1965年度予算説明においてマクナマラ長官は高性能の原子炉の研究成果を受けて原子力艦隊の創設を発表した。原子力空母4隻体制が認可されたことから、ミッドウェイ級3隻を代替して、新型原子力空母3隻の建造が計画された。これにより建造されたのが本級である。
ネームシップの建造は1967年度計画で着手され、残り2隻は1969・1970年度計画とされたがマクナマラ長官の解任と政権交代に伴ってそれぞれ1970年度・1974年度に遅延した。またニューポート・ニューズ造船所のストライキもあり、建造には3隻ともに7年を要することとなった。その後、一度は4番艦の建造が認可されたものの、比較的小型の通常動力型空母 (CVV) 計画の台頭に伴い、ジェラルド・R・フォード大統領は1977年度予算からその要求を削除した。ジミー・カーター大統領もCVV計画を支持し、議会の下院は1979年度予算に4番艦の建造費を追加したが、大統領はその執行を拒否した。翌1980年度予算ではCVVの建造が盛り込まれる計画であったが、当初の小型空母から満載67,000トンの中型空母に肥大化して低コスト性が失われており、イランアメリカ大使館人質事件の影響もあり、上院・下院が原子力空母の建造を勧告したことから、CVVにかえて本級4番艦が建造されることとなった。その後、レーガン政権下で打ち出された600隻艦隊構想を受け、1983年度予算で5番艦・6番艦、大ブッシュ政権下でも7番艦・8番艦と追加され、最終的に10番艦までが建造されることとなった。

## 設計

### 船体

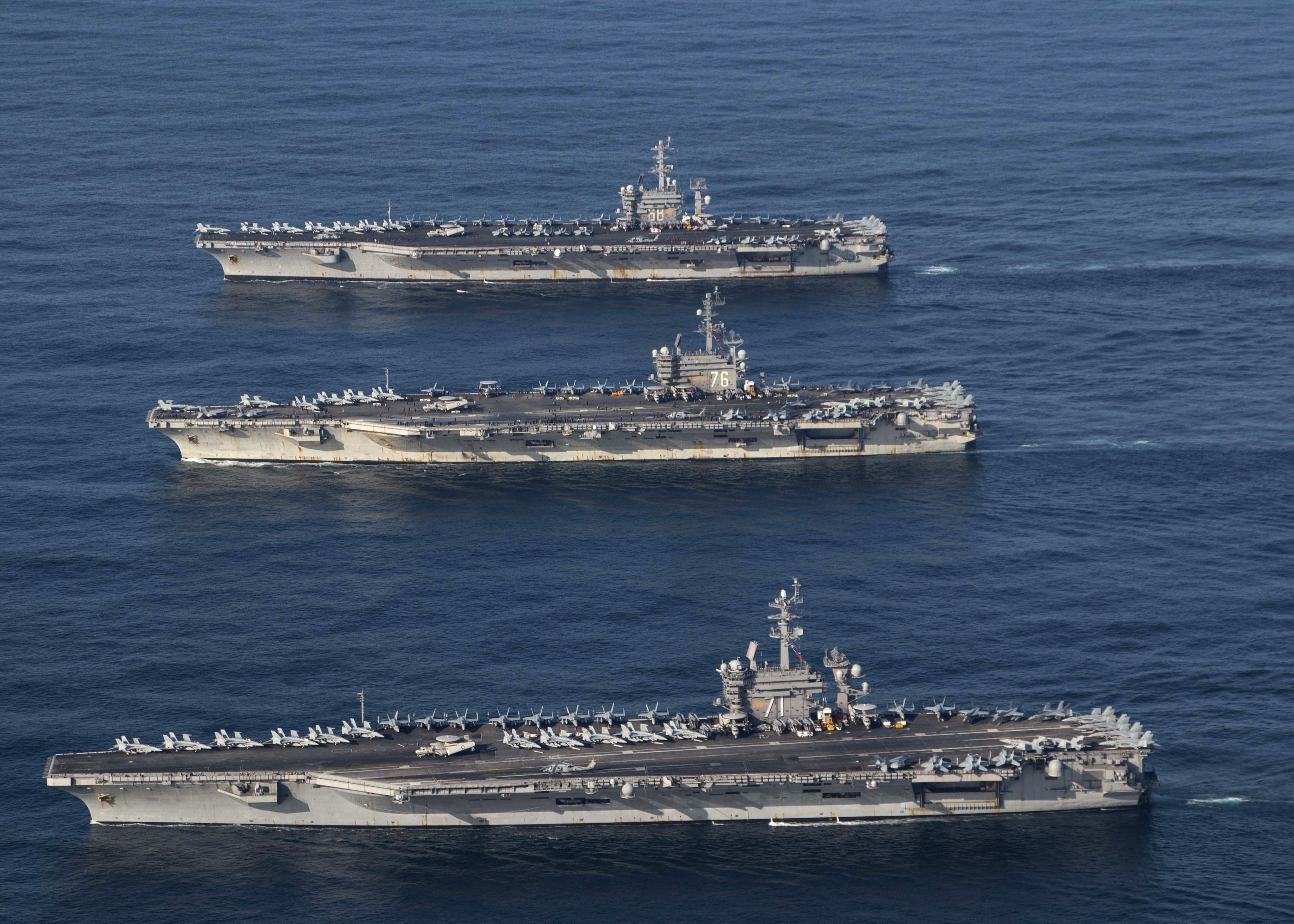
上から1番艦、9番艦、4番艦（2017年）所々で差異が確認できる。

ニミッツ級の設計は、おおむね超大型空母の嚆矢であるフォレスタル級のものを踏襲・拡大したものとなっている。約40年間にわたり順次改良されつつ建造され、就役後にもたびたび改装されていることから、各艦ごとにかなりの差異がある。とくに9・10番艦は次級へのつなぎとして様々な新機軸を採用しており、改ニミッツ級と称されることもある。本級の運用寿命は45 - 50年と想定されている。
強度甲板は飛行甲板とされており、重装甲が施されている。その下には、1層のギャラリー・デッキを挟んでハンガーが設置されている。外見から受ける印象と異なり、上甲板にあたる主甲板はハンガー床面とされており、飛行甲板はレベル03の天井である04甲板に相当することから、艦の規模に比して乾舷は小さい。主甲板の下には第2～4甲板が設けられ、その下方はレベル5 - 8までの機関区画となっている。水線下に4層程度の空間装甲構造も含む防御構造が設けられ、艦底は二重底である。推進効率向上のためバルバス・バウを採用しているが、9番艦からさらに大型化されており以前の艦へバックフィットも検討されている。
水線長比は7.8で、「エンタープライズ」とほぼ同値で「キティホーク」の7.6よりも若干細長い。船型は抵抗上不利な肥えたものが採用され、速力はやや犠牲とされた。「エンタープライズ」と比べると特にニミッツ級初期建造艦は、排水量が若干減少した一方で、航空燃料は257万ガロンから300万ガロン、航空弾薬は2,500トンから2,970トンへと、それぞれ搭載量が増加したことから居住性の低下が指摘されている。燃料タンクは従来通り、空所と重層化して舷側に配置され空間装甲を兼ねるが、弾薬庫は従来の3か所から2か所に削減し、艦の全長に占める割合を減らすことで脆弱性を低減している。
4番艦以降では、抗堪性向上のため弾薬庫の舷側に一部とはいえ2.5インチ厚のケブラー板が張られ、また弾薬庫と機械室の天井が二重構造とされており、これにより満載排水量にして5,000トンほど大きくなり、「エンタープライズ」より大きくなった。5・6番艦では、さらに飛行甲板の装甲を増強するとともに上部構造物にも装甲を施したことにより、満載排水量10万トンの大台を超えた。7番艦以降では、さらに構造部材にHSLA-100高張力鋼が採用された。
|            | CVN-68 - 70 | CVN-71 - 75 | CVN-76,77     |
| ---------- | ----------- | ----------- | ------------- |
| 基準排水量 | 72,916 t    | 73,973 t    | 77,000 t以上  |
| 満載排水量 | 91,487 t    | 96,386 t    | 100,000 t以上 |
| 喫水       | 11.3 m      | 11.8 m      | 12.1m         |

艦橋構造はキティホーク級準拠のアイランドとされており、SCANFARフェイズド・アレイ・レーダーを四面に張り巡らせた前級と大きく印象が異なる。ブリッジは3層で構成され、下段を司令部、中段を航海艦橋とし、上段は発着管制に充てられた。アイランド頂部並びに直後には各種電子装備を据え付けるためのマストが設けられている。この構成は近年の改装の機に改められ、ラティス構造の閉囲を経てステルス性を向上させた新型のマストをアイランドと一体化させたものに逐次更新しており、10番艦では新造時からこの構造が採用された。

### 機関
原子力船であるニミッツ級は、主機関としてはもちろん原子力推進を採用しており、原子炉には加圧水型のA4W 2基を搭載する。A4Wは、アメリカ海軍が空母用に開発した4番目の原子炉であり、Aは空母用であることを、Wはメーカーのウェスティングハウス・エレクトリックを意味する記号である。「エンタープライズ」ではやはり加圧水型のA2Wを搭載していたが、原子炉出力が低かったために8基という多数を搭載せざるを得なかった（重油焚ボイラー蒸気タービン大型艦ではこの程度の数のボイラーは普通だった）ことから、2基に削減できたニミッツ級では、船体スペースの活用等で大きな恩恵があったとされている。
A4Wは熱出力550MWで、蒸気タービンを駆動して得られる軸出力は公称130,000馬力（97,000 kW）、電力にして26,000 kWとされており、日本の商用原子炉の電気出力と比べると数分の1から十数分の1に相当する。アメリカ国務省の公式な資料においても、「海軍の原子炉の出力は、最大級のものでも、アメリカの大規模な商業炉のものの5分の1に満たない」とされている。
軍艦の原子炉は通常は巡航出力を発揮するため15パーセント程度の出力で運転されているが、戦闘時には1分以内に100パーセントの全力運転に移行できる。また停泊中は停止されている。なお、原子炉は主機関のほかカタパルトへの高圧蒸気供給も担っている。
ニミッツ級は炉心寿命の関係で就役期間中に原子炉燃料棒の交換が必要であり、船体切断を伴う2・3年掛かりの大工事である燃料交換・大規模整備 (Refueling and Complex OverHaul, RCOH) が逐次実施されている。核燃料交換のサイクルは、当初13年に一度と推定されていたが、運用初期の経験から通常の運用であれば22～23年に一度で済むことが判明したため、23年に一度となった。2005年に3番艦「カール・ヴィンソン」が、2009年に4番艦「セオドア・ルーズベルト」が工事に入っている。これらのRCOHは、建造を担当したニューポート・ニューズ造船所 (NNSB) でしか行うことができないとされている。

## 能力

### C4ISR機能

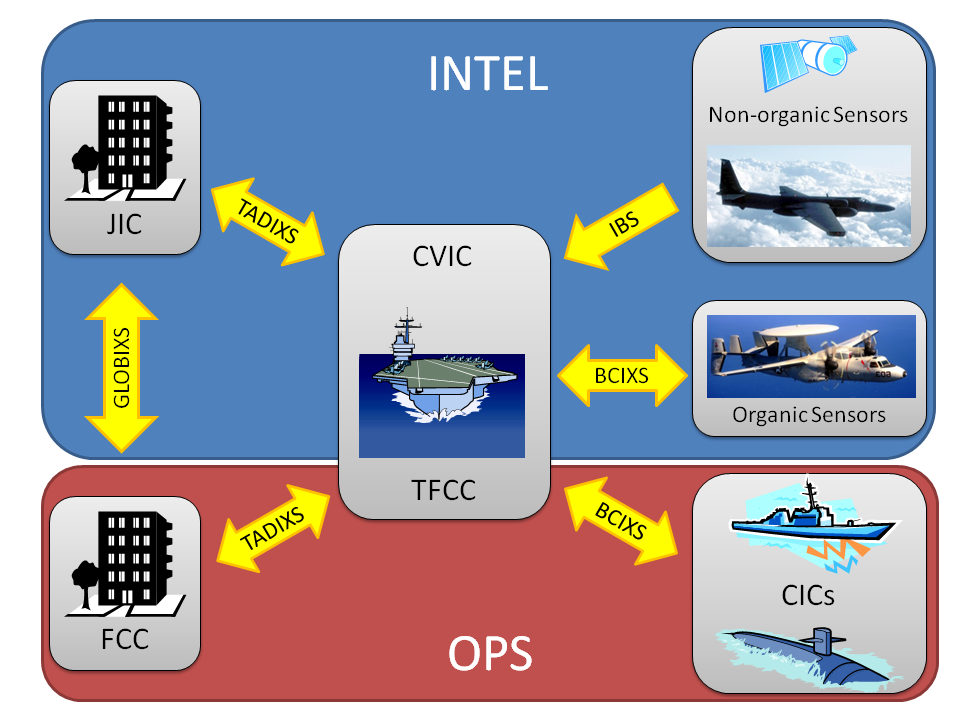
CVSG内外に展開された情報システムの構造。

ニミッツ級は、空母打撃群 (CVSG) の旗艦となることから、充実した司令部設備を備えている。作戦術レベルの指揮・統制中枢となるのが、CVSG指揮官の指揮所となる群司令部指揮所 (TFCC) である。当初、司令部幕僚の作業はほとんどが手作業であったが、1980年代初頭、ジェリー・O・タトル提督が司令部用部隊管理費から捻出した予算でAN/USQ-112 統合作戦戦術システム (JOTS) を組み上げて以後、自動化が急速に進展した。
2013年現在、本級をはじめとする空母のTFCCでは、地上の艦隊司令部指揮所 (FCC) や国家軍事指揮センター (NMCC) と情報を共有するための汎地球指揮統制システム (GCCS)、艦隊の各艦と情報を共有するためのGCCS-M、そして艦の戦術情報を共有するための海軍戦術情報システム (NTDS) という3つの主要な指揮・統制システムが集中している。また、その指揮・統制を支援するため、空母インテリジェンス・センター (CVIC) も設置される。これは、艦隊自身が収集した情報や上級司令部あるいは統合同軸報送信サービス (IBS) を通じてもたらされた情報（偵察衛星・偵察機や諜報活動による情報）を総合・分析する部署である。アメリカ海軍では、TFCCからもたらされる作戦 (OPS) 情報とインテリジェンス (INTEL) 情報を総合することにより、はじめて作戦指揮官の健全な意思決定が可能になると規定している。
これに対し、戦術レベルの指揮・統制中枢となるのが空母艦長の指揮所である空母戦闘指揮所 (CDC) であり、ここにはGCCS-MとNTDSが設置され、空母個艦の行動を指揮・統制する。NTDSの後継として先進戦闘指揮システム (ACDS) の開発が試みられたものの、これは成功しなかった。その後、より包括的な統合戦闘システムとして艦艇自衛システム (SSDS Mk.2) が開発され、mod.1が本級の一部にも装備化されている。空母自身のセンサーとしては、3次元レーダーとしてAN/SPS-48E、これを補完する長距離対空捜索レーダーとしてAN/SPS-49(V)5、対水上捜索レーダーとしてAN/SPS-67が搭載される。

### 航空運用機能

#### 発着艦設備

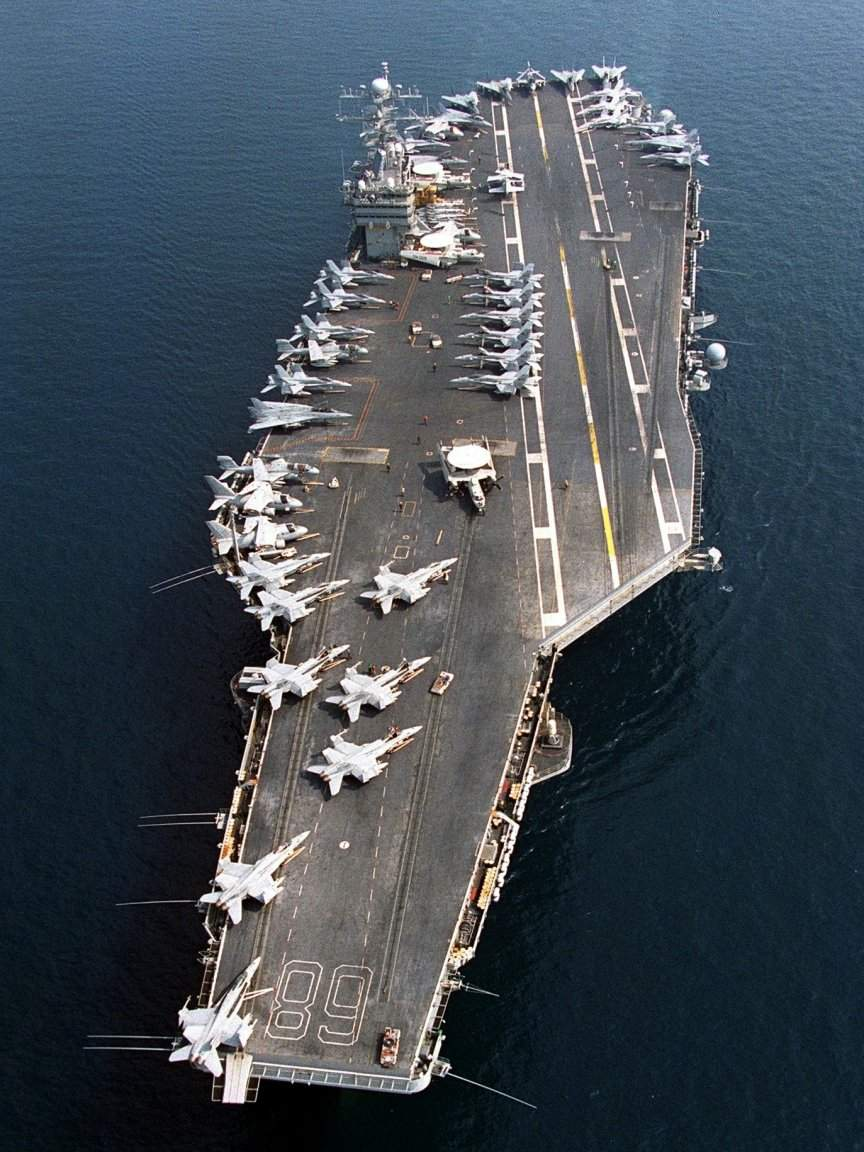
「ニミッツ」の飛行甲板（1997年）

船体の項に上記したとおり、ニミッツ級では04甲板（レベル03の天井）が全通した飛行甲板とされており、全長332.9メートル×最大幅76.8メートル、面積にして4.5エーカー（1.8ヘクタール）を確保した。飛行甲板上にはアングルド・デッキが設定されており、長さは243メートル、船体中心線に対する角度は9度3分で、甲板長が長いことから、「キティホーク」の11度と比して小さい角度で済んでいる。また7番艦以降では0.1度増した。

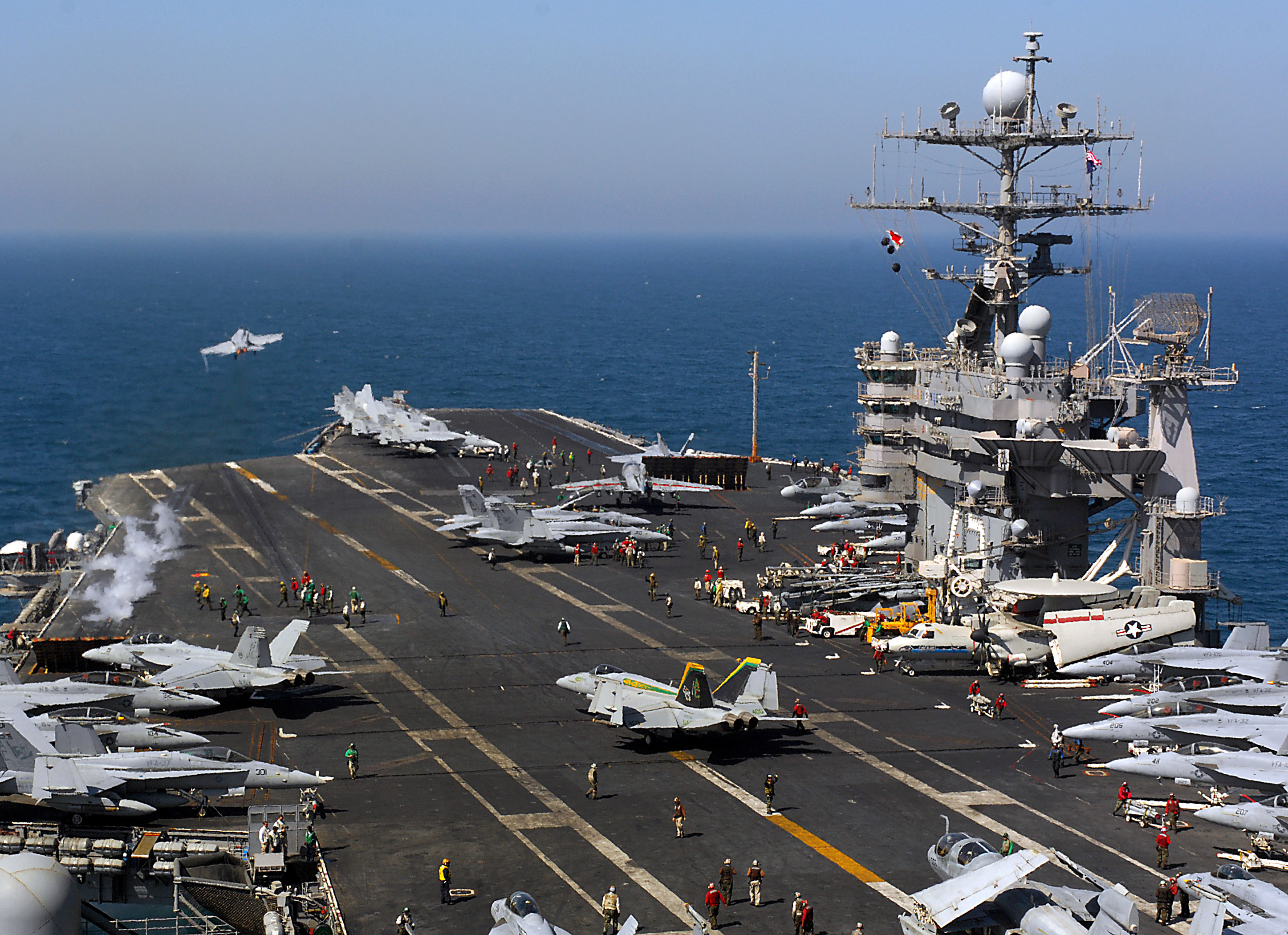
「ハリー・S・トルーマン」の飛行甲板

飛行甲板上の配置は「キティホーク」以降のそれが踏襲されている。カタパルトは飛行甲板前方に2基（第1・2）、アングルド・デッキ上にさらに2基設置されている。機種としては、キティホーク級が搭載したMk.13の改良型であるMk.13-1が採用されており、4番艦以降ではさらに改良強化されたMk.13-2に改められた。カタパルト長は94メートル、フル装備のF/A-18を2秒で265キロメートル毎時に加速させることができる。また5番艦までは航空要員が飛行甲板に体を露出させてカタパルトを操作していたのに対し、6番艦以降では、NBC防護の観点から、第1・2および第3・4カタパルトの間にそれぞれ統合カタパルト管制室 (ICCS) が設置されている。なお、1番艦は前級までと同じく3基のブライドル・レトリーバーを搭載して竣工したが、その後これを不要とする機体が主流となっていったため、2番艦は艦首右舷側1基のみとした。4番艦以降は全廃している。
一方、アレスティング・ギア（着艦制動装置）としてはMk.7-3が採用されており、105ノットで進入してくる重量22.7トン（非常時は27.2トンまで）の機体を安全に停止できる。装備要領としては、8番艦までは4本のアレスティング・ワイヤー（着艦制動索）が張られていたが、9番艦以降では着艦精度の向上を受けて3本となった。また3本目と4本目のワイヤーの間には、アレスティング・フックが故障した機体等を強制的に停止させるため、ネット状のクラッシュ・バリアー（滑走制止装置）が設置されている。
多数機を同時運用することから、ニミッツ級は充実した航空管制能力を備えている。
遠距離から航空機を誘導するための電波航法装置としては、AN/URN-25戦術航法装置 (TACAN) が用いられる。これに基づいて艦に接近した航空機はAN/SPN-43B 航空管制用捜索レーダーにより捕捉される。これは晴天時には50海里、雨天時でも35海里の探知距離を備えており、対空捜索レーダーの補完としても用いられる。さらに接近してからは、AN/SPN-42、あるいはLPI化されたAN/SPN-46精測進入レーダーが用いられる。条件次第では自動着艦も可能であり、本級では2基が備えられていることから、同時に2機の発着艦が可能である。

#### 格納・補給

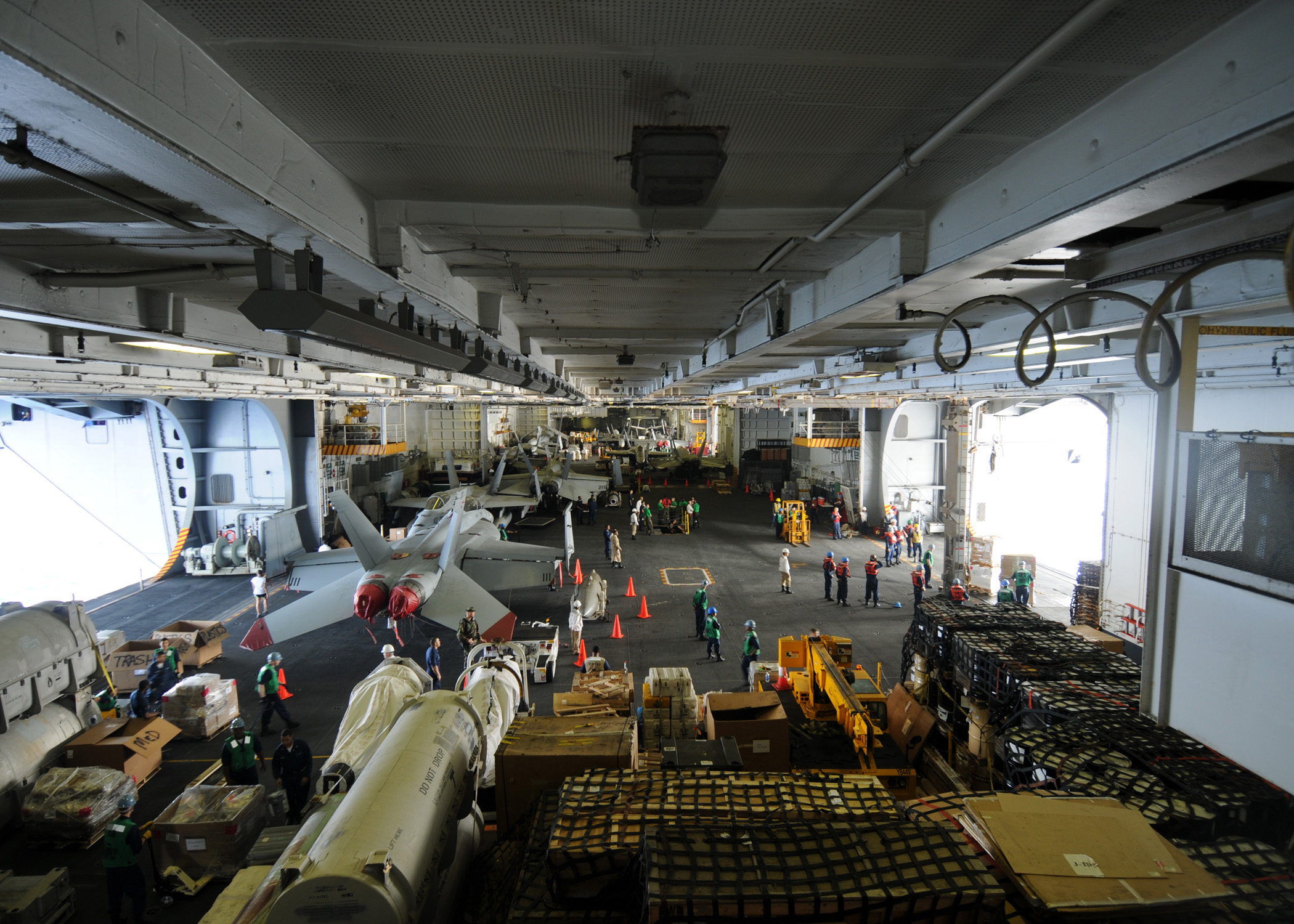
「ジョージ・ワシントン」のハンガー

飛行甲板の下に、1層のギャラリー・デッキをおいてハンガーが設けられている。全長208.5メートル、最大幅32.9メートルで、高さは3層分、8.1メートルである。船体長の60パーセントを占めるものの、搭載機すべてを収容する容積はなく、主として整備スペースとして用いられる。ダメージコントロールの必要上、ハンガーは2枚の防火・耐爆シャッターによって3分割することができる。また艦尾側には露天で艦上機エンジンの試運転場も設けられている。
飛行甲板とハンガーを連絡するエレベータとしては、右舷アイランド前方2基、後方1基、左舷後方1基の計4基装備する。これらはいずれもデッキサイド式で、寸法は25.9メートル×15.9メートル、力量58.5トンで、前級までと同じく外舷側に向けて前側半分程より広げた変形五角形となっており、主翼を折りたたんだままの艦上戦闘機2機を同時に載せて昇降することができる。このほか、兵装用のエレベータが9基設けられている。
また燃料・弾薬の搭載量も大幅に増強されており、最後の通常動力型空母である「ジョン・F・ケネディ」と比較すると、同艦では航空燃料 (JP-5) 5,919トン、航空機用武器・弾薬1,800トンを搭載していたのに対し、本級ではそれぞれ、4割増の8,205トン、3割増の2,470トンとなっている。これにより継戦能力は飛躍的に強化され、「ジョン・F・ケネディ」では連続9日ないし11日が限界であったのに対し、ニミッツ級では無補給で最大16日の作戦行動が可能となっている。

### 個艦防御機能
ニミッツ級の固有兵装は個艦防御用に限られる。

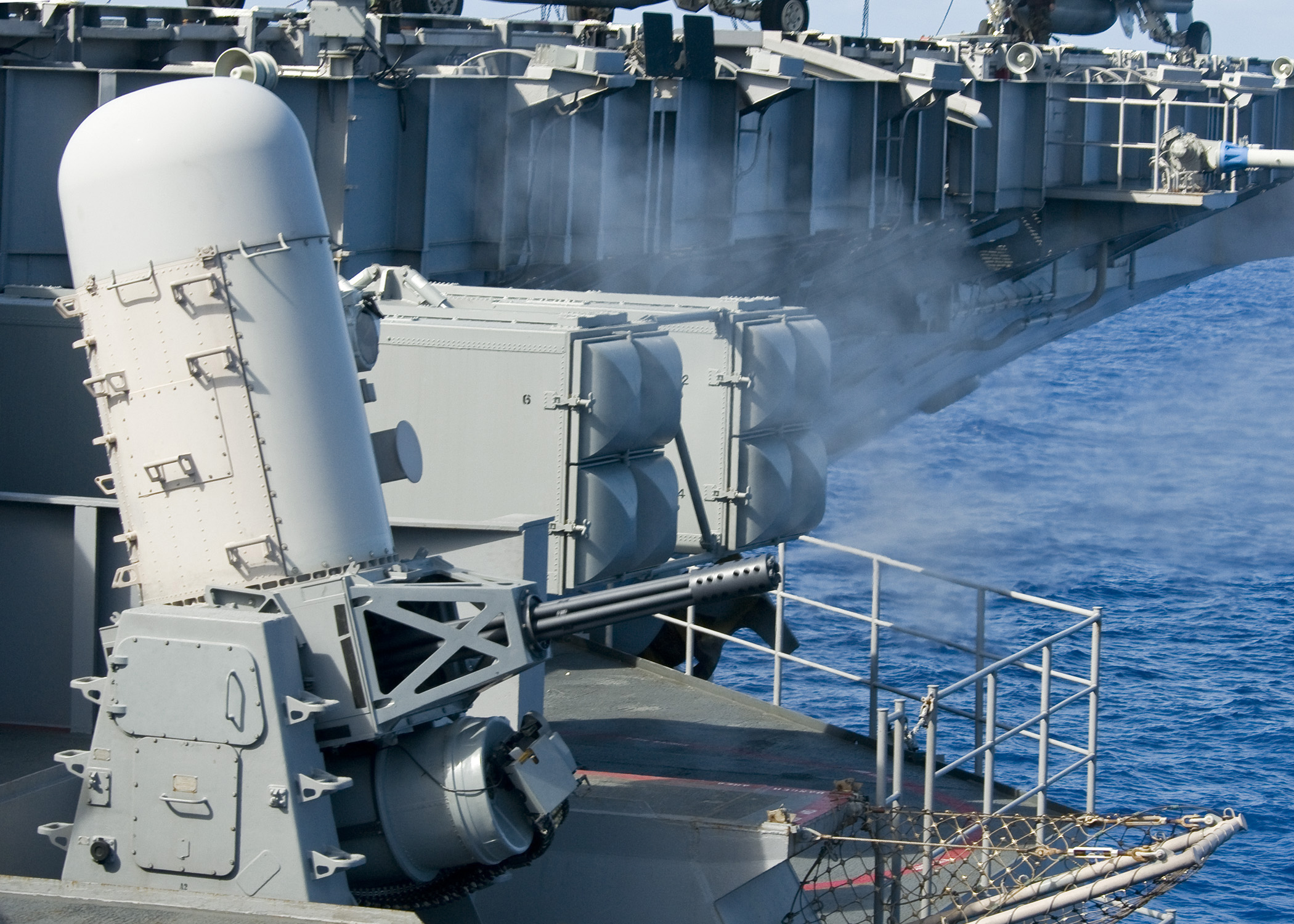
「ジョージ・ワシントン」に搭載されたファランクスCIWS（左手前）とシースパロー発射機（奥）

防空システムとしては、当初はターター・システムが検討されたものの、まもなく50口径3インチ連装両用砲とMk.56 砲射撃指揮装置の組み合わせに取って代わられた。しかし排水量制限の問題等に直面し、最終的にシースパロー個艦防空ミサイル・システムが採用された。1～2番艦では初期型のBPDMSが採用され、発射機としては8連装のMk.25計3基を右舷前部と艦尾両舷のスポンソンにそれぞれ配置した。3番艦以降では改良型のMk.57 mod.3 IBPDMSとされて、発射機はMk.29発射機に改められており、80年代以降の改装で先の2隻も同じく更新している。
また近接防空用として、3～8番艦は新造時より、1～2・9～10番艦も改装によって2基から4基の20mmファランクスCIWSを装備した。配置箇所は右舷前部のシースパロー短SAM発射機近傍、左舷前部スポンソン、後部両舷、あるいは艦尾ジェットエンジン整備・試験スペース等である。一部の艦では、改装時に、ファランクスCIWSやシースパロー発射機の一部を置き換え、RAM近接防空ミサイルの21連装発射機が逐次搭載されている。

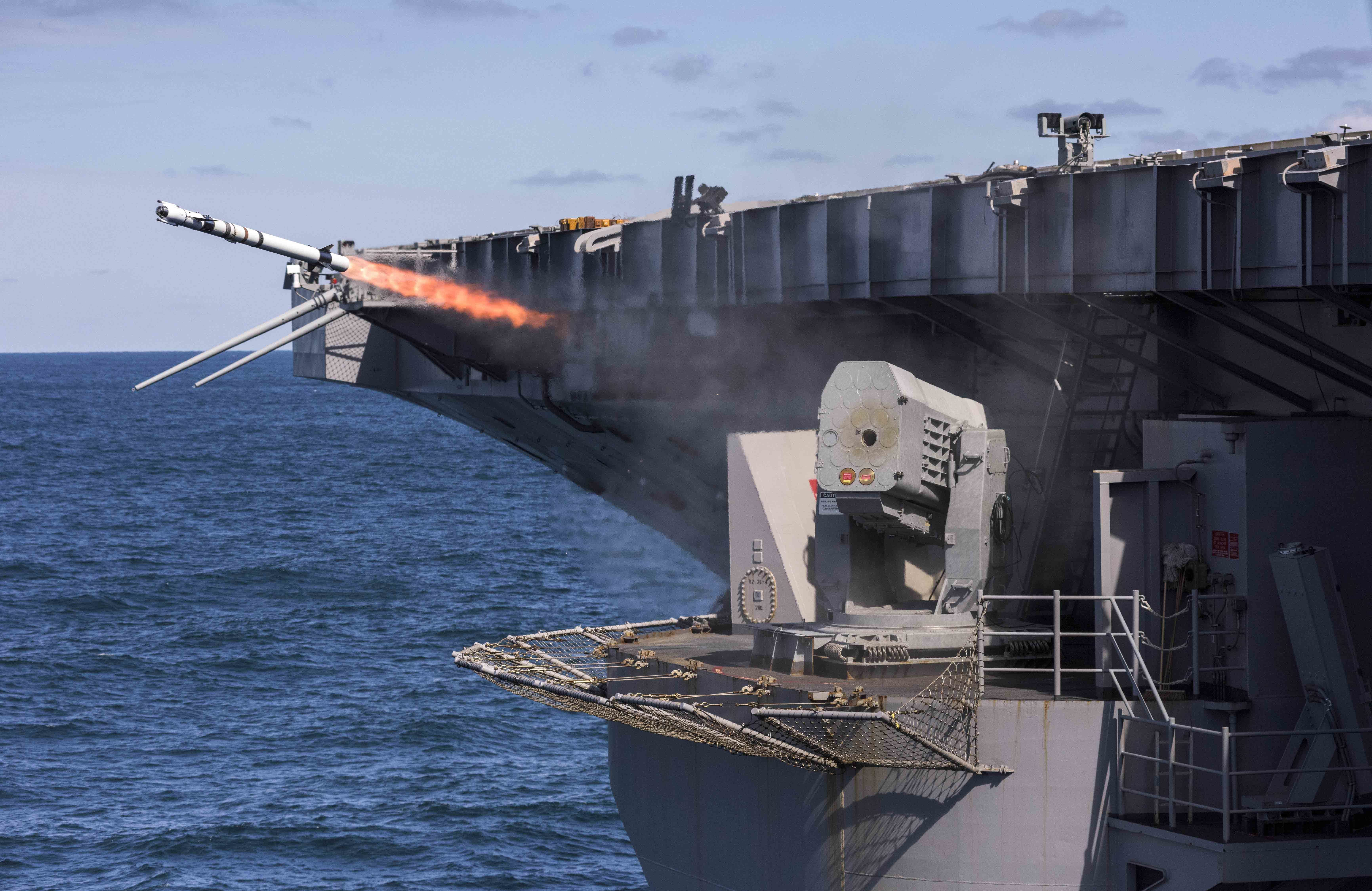
「アイゼンハワー」搭載のRAM発射機

対潜兵器は持たないが、一部艦ではウェーキ・ホーミング魚雷対策としてMk.32 3連装短魚雷発射管を後部に装備している。また対魚雷のソフト・キル用としては、AN/SLQ-36ニクシー曳航式デコイが搭載される。
このほか、米艦コール襲撃事件のようなテロ対策としてキャット・ウォークにM2 12.7mm重機関銃を配置することがある。

## 比較表
|              |                 | CVN フォード級                          | CVN ニミッツ級                   | CVN エンタープライズ (最終状態)  | CV キティホーク級 (最終状態)     | CV フォレスタル級 (最終状態)     |     |
| ------------ | --------------- | --------------------------------------- | -------------------------------- | -------------------------------- | -------------------------------- | -------------------------------- | --- |
| 船体         | 満載排水量      | 101,605 t                               | 91,400 - 102,000 t               | 83,350 t                         | 75,200 t - 83,000 t              | 75,900 t - 76,000 t              |     |
| 船体         | 全長            | 332.8 m                                 | 332.0 m                          | 341.3 m                          | 319.3 m - 326.9 m                | 316.7 m - 319.0 m                |     |
| 船体         | 水線幅 / 最大幅 | 41.8 m / 78 m                           | 40.8 m / 76.8 m                  | 38.5 m / 78.3 m                  | 39.6 m / 76.8 m                  | 38.5 m / 76.8 m                  |     |
| 機関         | 方式            | 原子炉 + 蒸気タービン                   | 原子炉 + 蒸気タービン            | 原子炉 + 蒸気タービン            | ボイラー + 蒸気タービン          | ボイラー + 蒸気タービン          |     |
| 機関         | 出力            | 280,000 hp                              | 280,000 hp                       | 280,000 hp                       | 280,000 hp                       | 280,000 hp                       |     |
| 機関         | 速力            | 30 kt以上                               | 30 kt以上                        | 36 kt                            | 35 kt                            | 34 kt                            |     |
| 兵装         | 砲熕            | ファランクスCIWS × 2–3基                | ファランクスCIWS × 2–3基         | ファランクスCIWS × 2–3基         | ファランクスCIWS × 2–3基         | ファランクスCIWS × 2–3基         |     |
| 兵装         | ミサイル        | ESSM 8連装発射機 × 2基                  | シースパロー 8連装発射機 × 2–3基 | シースパロー 8連装発射機 × 2–3基 | シースパロー 8連装発射機 × 2–3基 | シースパロー 8連装発射機 × 2–3基 |     |
| 兵装         | ミサイル        | RAM 21連装発射機 × 2基                  | RAM 21連装発射機 × 2基           | RAM 21連装発射機 × 2基           | RAM 21連装発射機 × 2基           | ―                                |     |
| 航空運用機能 | 形式            | CATOBAR                                 | CATOBAR                          | CATOBAR                          | CATOBAR                          | CATOBAR                          |     |
| 航空運用機能 | 発艦装置        | 電磁式カタパルト × 4基                  | 蒸気式カタパルト × 4基           | 蒸気式カタパルト × 4基           | 蒸気式カタパルト × 4基           | 蒸気式カタパルト × 4基           |     |
| 航空運用機能 | JBD             | 4基                                     | 4基                              | 4基                              | 4基                              | 4基                              |     |
| 航空運用機能 | 着艦帯          | アングルド・デッキ配置                  | アングルド・デッキ配置           | アングルド・デッキ配置           | アングルド・デッキ配置           | アングルド・デッキ配置           |     |
| 航空運用機能 | 制動索          | 3索                                     | 4索                              | 4索                              | 4索                              | 4索                              |     |
| 航空運用機能 | エレベーター    | 3基                                     | 4基                              | 4基                              | 4基                              | 4基                              | 4基 |
| 航空運用機能 | 航空用ガソリン  | ―                                       | ―                                | 363 kL                           | 192 kL                           | 353 kL                           |     |
| 航空運用機能 | ジェット燃料    | 不明                                    | 10,220 kL                        | 9,382 kL                         | 4,439 kL                         | 6,955 kL                         |     |
| 航空運用機能 | 航空機用兵器    | 不明                                    | 2,970 t                          | 1,800 t                          | 1,800 t                          | 1,800 t                          |     |
| 航空運用機能 | 搭載機数        | 常時70機前後                            | 常時70機前後 / 最大90機          | 常時70機前後 / 最大90機          | 常時70機前後 / 最大90機          | 常時70機前後 / 最大90機          |     |
| 同型艦数     | 同型艦数        | 1隻 / 10隻予定 （1隻艤装中、1隻建造中） | 10隻                             | 1隻（退役）                      | 4隻（退役）                      | 4隻（退役）                      |     |

|              |                 | フォード級                              | シャルル・ド・ゴール     | ニミッツ級                     | エンタープライズ (最終状態)    |
| ------------ | --------------- | --------------------------------------- | ------------------------ | ------------------------------ | ------------------------------ |
| 船体         | 満載排水量      | 101,600 t                               | 43,182 t                 | 100,000 t以上                  | 93,284 t                       |
| 船体         | 全長            | 337 m                                   | 261.5 m                  | 330 m - 333 m                  | 336 m                          |
| 船体         | 水線幅 / 最大幅 | 41 m / 78 m                             | 31.5 m / 64.36 m         | 41 m / 76.8 m                  | 40 m / 76 m                    |
| 機関         | 原子炉          | A1B × 2基                               | K15 × 2基                | A4W × 2基                      | A2W × 8基                      |
| 機関         | 出力            | 不明                                    | 83,000 shp               | 260,000 shp                    | 280,000 shp                    |
| 機関         | 速力            | 30 kt以上                               | 27 kt                    | 30 kt以上                      | 33.6 kt                        |
| 兵装         | 砲熕            | ファランクス CIWS × 2基                 | 20 mm 単装機関砲 × 8基   | ファランクス CIWS × 2–3基      | ファランクス CIWS × 2–3基      |
| 兵装         | ミサイル        | ESSM 8連装発射機 × 2基                  | アスター15 VLS × 32セル  | シースパロー 8連装発射機 × 2基 | シースパロー 8連装発射機 × 2基 |
| 兵装         | ミサイル        | RAM 21連装発射機 × 2基                  | SADRAL 6連装発射機 × 2基 | RAM 21連装発射機 × 2基         | RAM 21連装発射機 × 2基         |
| 航空運用機能 | 発着艦方式      | CATOBAR                                 | CATOBAR                  | CATOBAR                        | CATOBAR                        |
| 航空運用機能 | 発艦装置        | 電磁式カタパルト × 4基                  | 蒸気式カタパルト × 2基   | 蒸気式カタパルト×4基           | 蒸気式カタパルト×4基           |
| 航空運用機能 | JBD             | 4基                                     | 2基                      | 4基                            | 4基                            |
| 航空運用機能 | 着艦帯          | アングルド・デッキ配置                  | アングルド・デッキ配置   | アングルド・デッキ配置         | アングルド・デッキ配置         |
| 航空運用機能 | 制動索          | 3索                                     | 3索                      | 4索                            | 4索                            |
| 航空運用機能 | エレベーター    | 3基                                     | 2基                      | 4基                            | 4基                            |
| 航空運用機能 | 搭載機数        | 常時70機前後                            | 最大40機                 | 常時70機前後 / 最大90機        | 常時70機前後 / 最大90機        |
| 同型艦数     | 同型艦数        | 1隻 / 10隻予定 （1隻艤装中、1隻建造中） | 1隻                      | 10隻                           | 1隻（退役）                    |

## 同型艦
ニミッツ級空母の建造並びに大規模改修は、アメリカでも唯一その能力を保持するニューポート・ニューズ造船所が全てを担当している。
| 艦番号 | 艦名                                                 | 発注            | 起工            | 進水            | 就役            | RCOH          | 母港                                                      |
| ------ | ---------------------------------------------------- | --------------- | --------------- | --------------- | --------------- | ------------- | --------------------------------------------------------- |
| CVN-68 | ニミッツ USS Nimitz                                  | 1967年 3月31日  | 1968年 6月22日  | 1972年 5月13日  | 1975年 5月3日   | 1998年–2001年 | ワシントン州ブレマートン キトサップ海軍基地               |
| CVN-69 | ドワイト・D・アイゼンハワー USS Dwight D. Eisenhower | 1970年 6月29日  | 1970年 8月15日  | 1975年 10月11日 | 1977年 10月18日 | 2001年–2005年 | バージニア州ノーフォーク ノーフォーク海軍基地             |
| CVN-70 | カール・ヴィンソン USS Carl Vinson                   | 1974年 4月5日   | 1975年 10月11日 | 1980年 3月15日  | 1982年 3月13日  | 2005年–2009年 | ノースアイランド海軍航空基地                              |
| CVN-71 | セオドア・ルーズベルト USS Theodore Roosevelt        | 1980年 9月30日  | 1981年 10月31日 | 1984年 10月27日 | 1986年 10月25日 | 2009年–2013年 | カリフォルニア州サンディエゴ ノースアイランド海軍航空基地 |
| CVN-72 | エイブラハム・リンカーン USS Abraham Lincoln         | 1982年 12月27日 | 1984年 11月3日  | 1988年 2月13日  | 1989年 11月11日 | 2013年–2017年 | カリフォルニア州サンディエゴ ノースアイランド海軍航空基地 |
| CVN-73 | ジョージ・ワシントン USS George Washington           | 1982年 12月27日 | 1986年 8月25日  | 1990年 7月21日  | 1992年 7月4日   | 2017年-2023年 | 神奈川県横須賀市 米海軍横須賀基地                         |
| CVN-74 | ジョン・C・ステニス USS John C. Stennis              | 1988年 6月30日  | 1991年 3月13日  | 1993年 11月11日 | 1995年 12月9日  | 2023年-       | バージニア州ノーフォーク ノーフォーク海軍基地             |
| CVN-75 | ハリー・S・トルーマン USS Harry S. Truman            | 1988年 6月30日  | 1993年 11月29日 | 1996年 9月7日   | 1998年 7月25日  |               | バージニア州ノーフォーク ノーフォーク海軍基地             |
| CVN-76 | ロナルド・レーガン USS Ronald Reagan                 | 1994年 12月8日  | 1998年 2月12日  | 2001年 3月4日   | 2003年 7月12日  |               | ワシントン州ブレマートン キトサップ海軍基地               |
| CVN-77 | ジョージ・H・W・ブッシュ USS George H. W. Bush       | 2001年 1月26日  | 2003年 9月6日   | 2006年 10月9日  | 2009年 1月10日  |               | バージニア州ノーフォーク ノーフォーク海軍基地             |

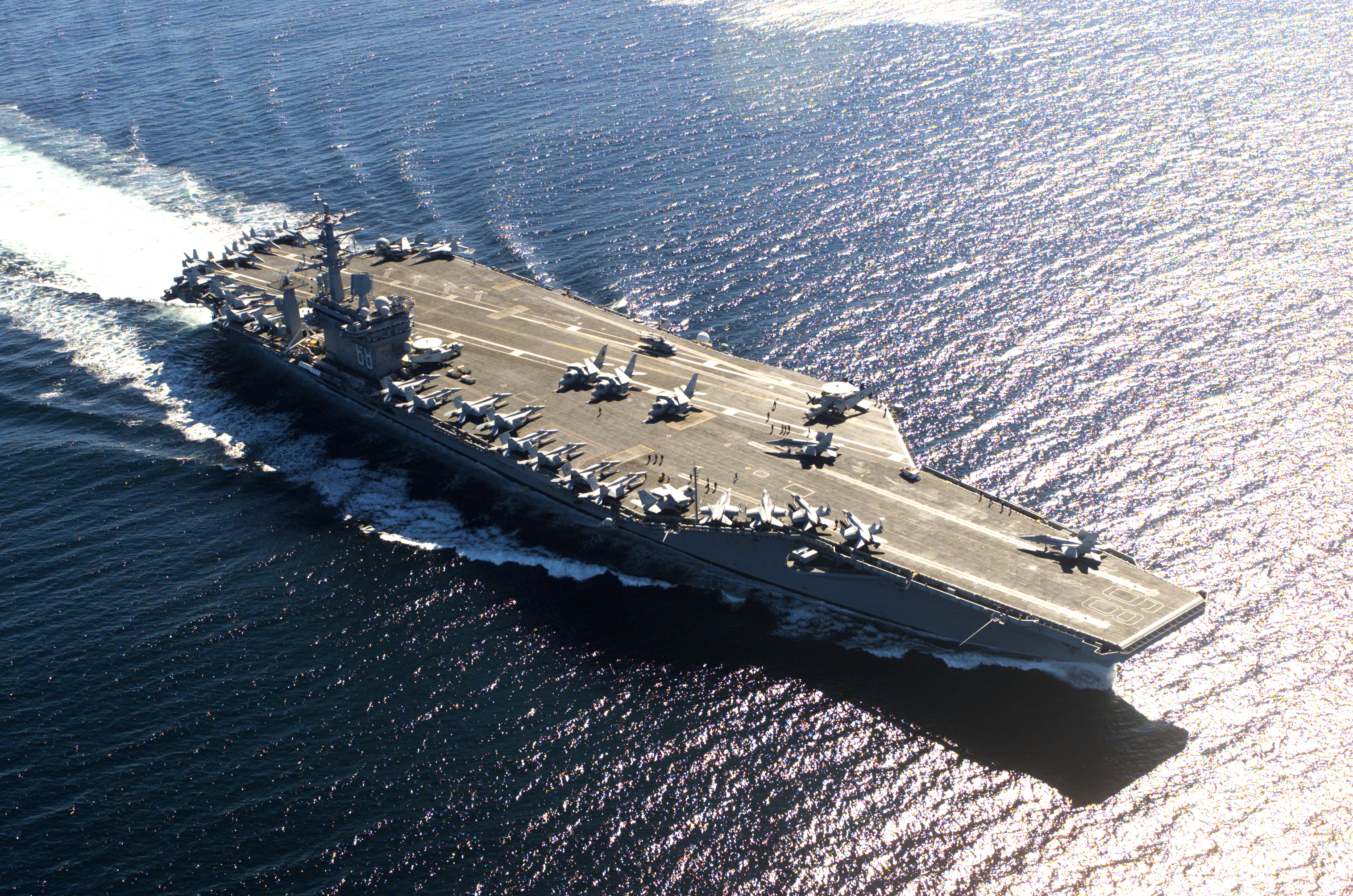
CVN-68 ニミッツ
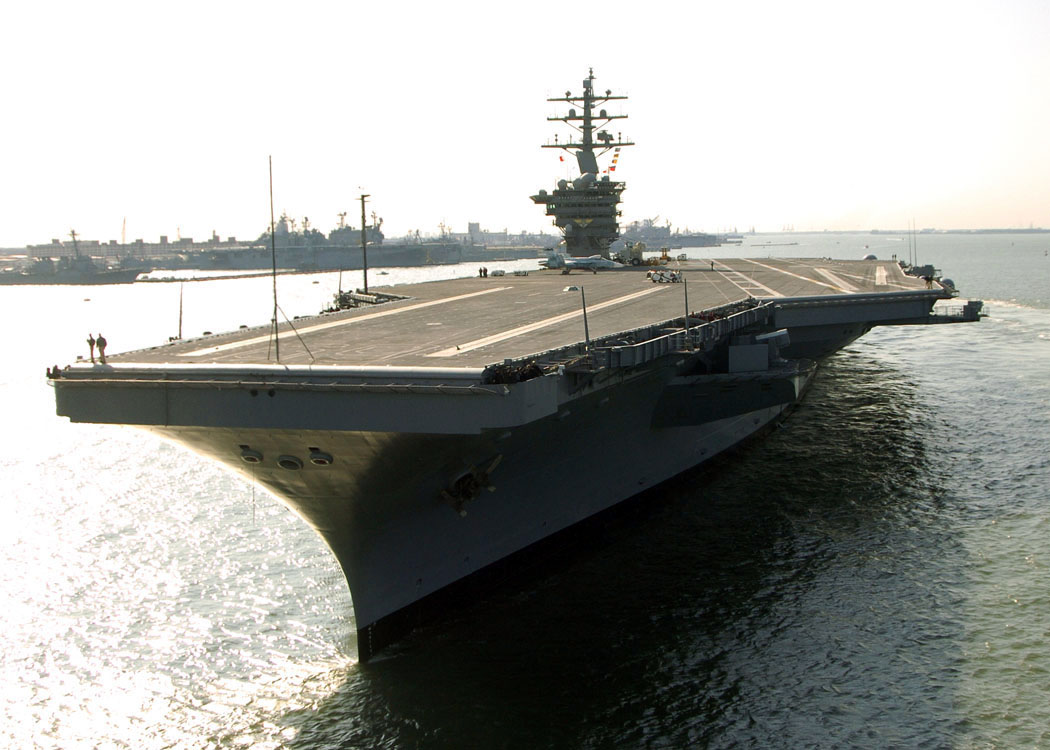
CVN-69 ドワイト・D・アイゼンハワー
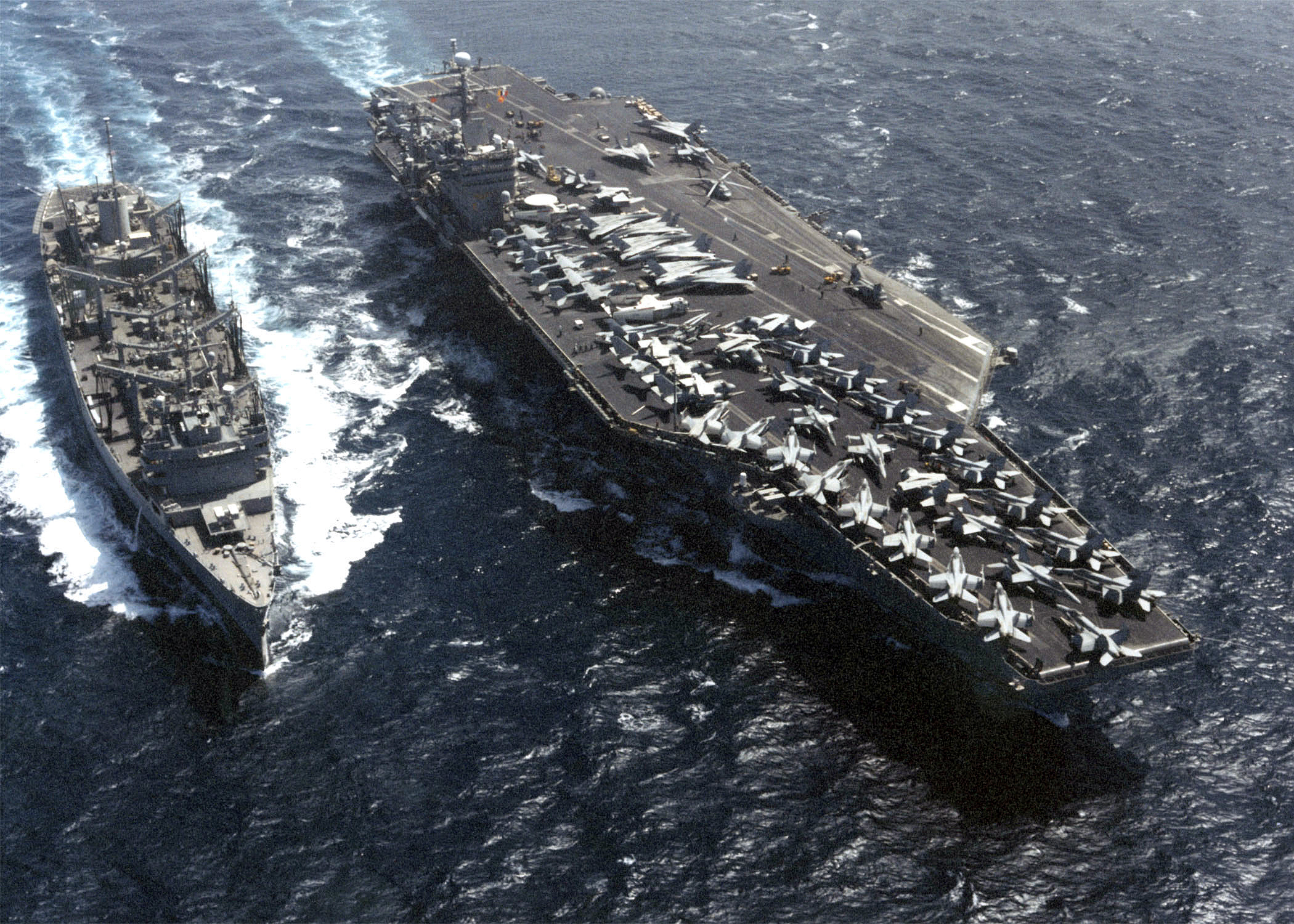
CVN-70 カール・ヴィンソン
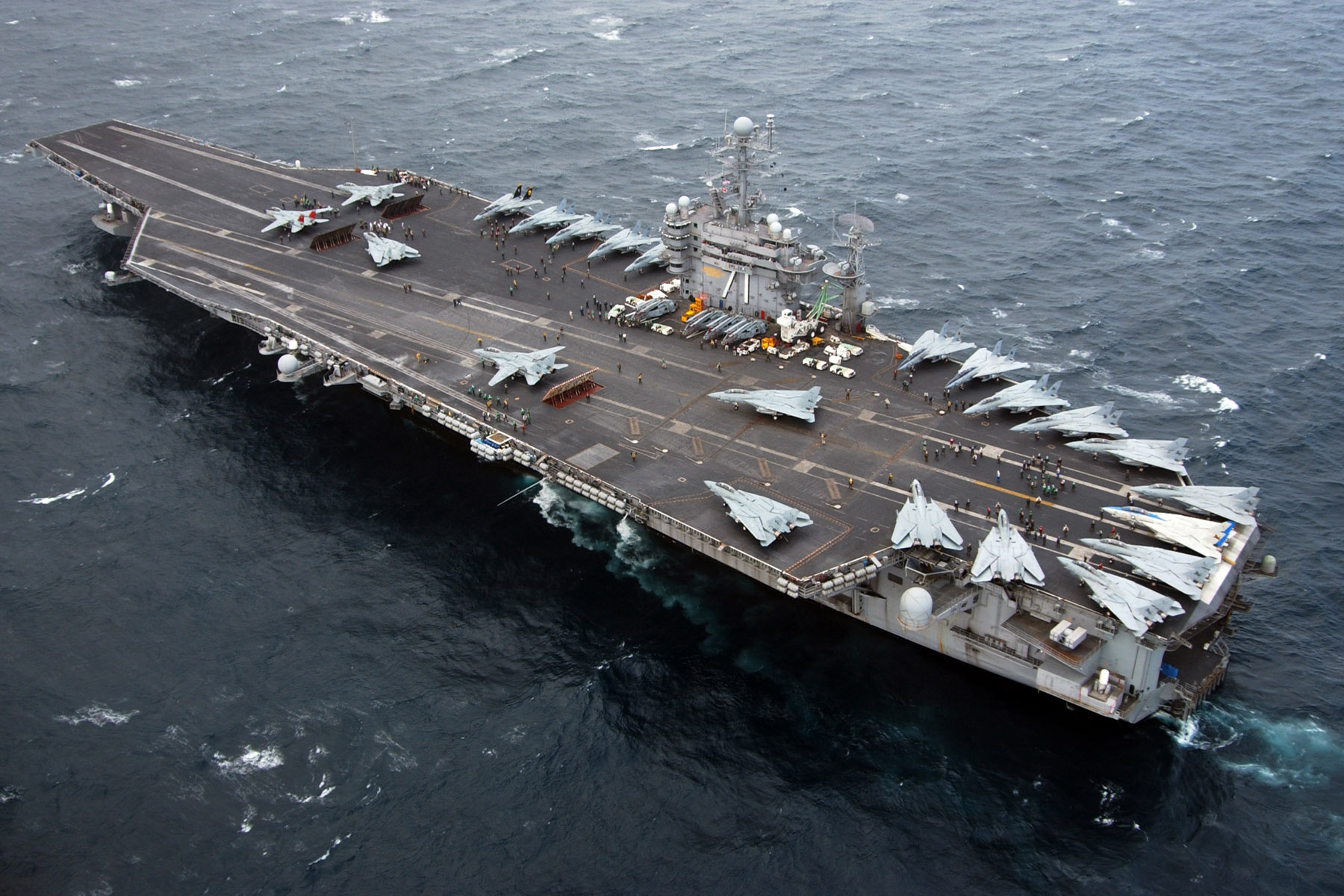
CVN-71 セオドア・ルーズベルト
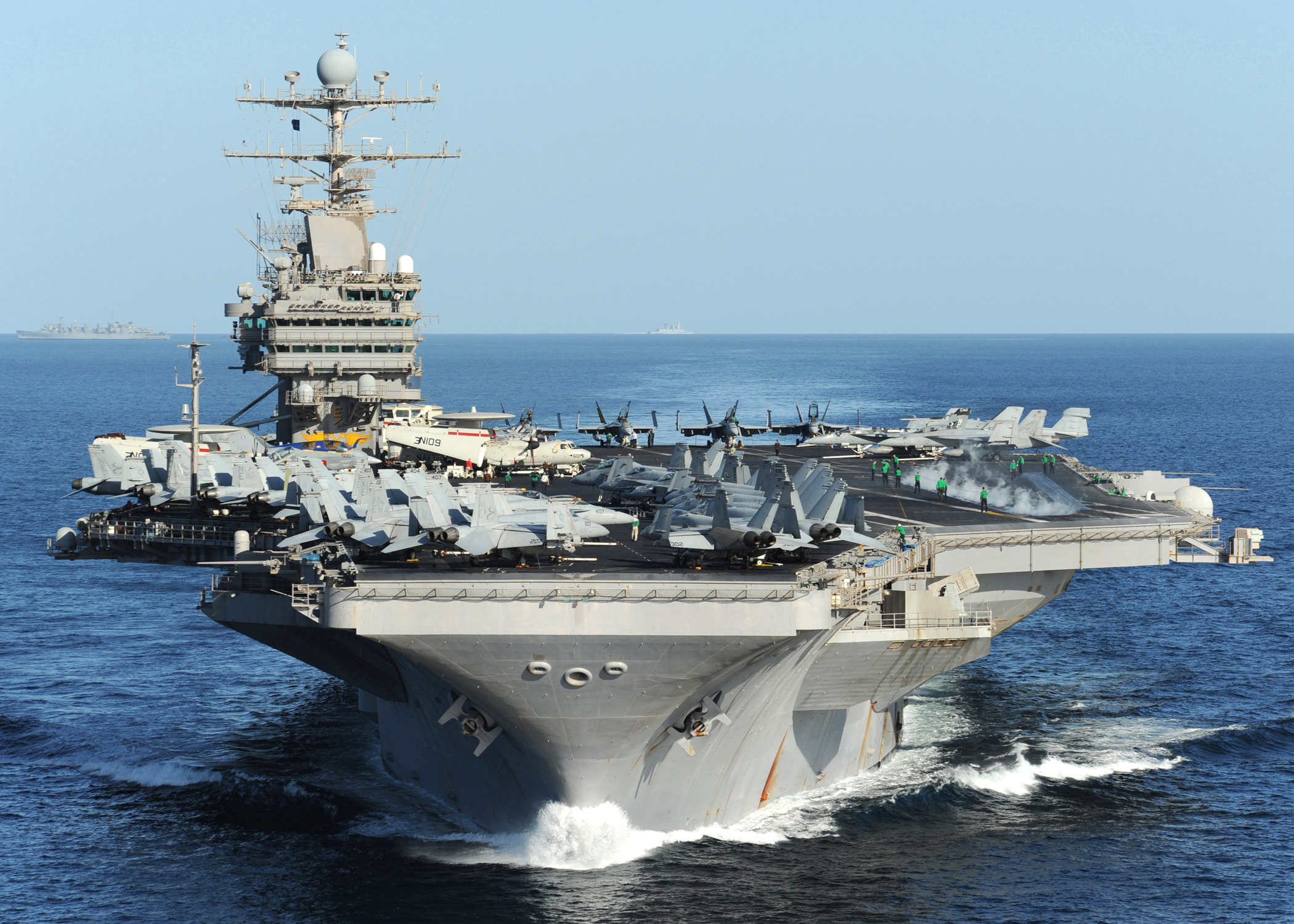
CVN-72 エイブラハム・リンカーン
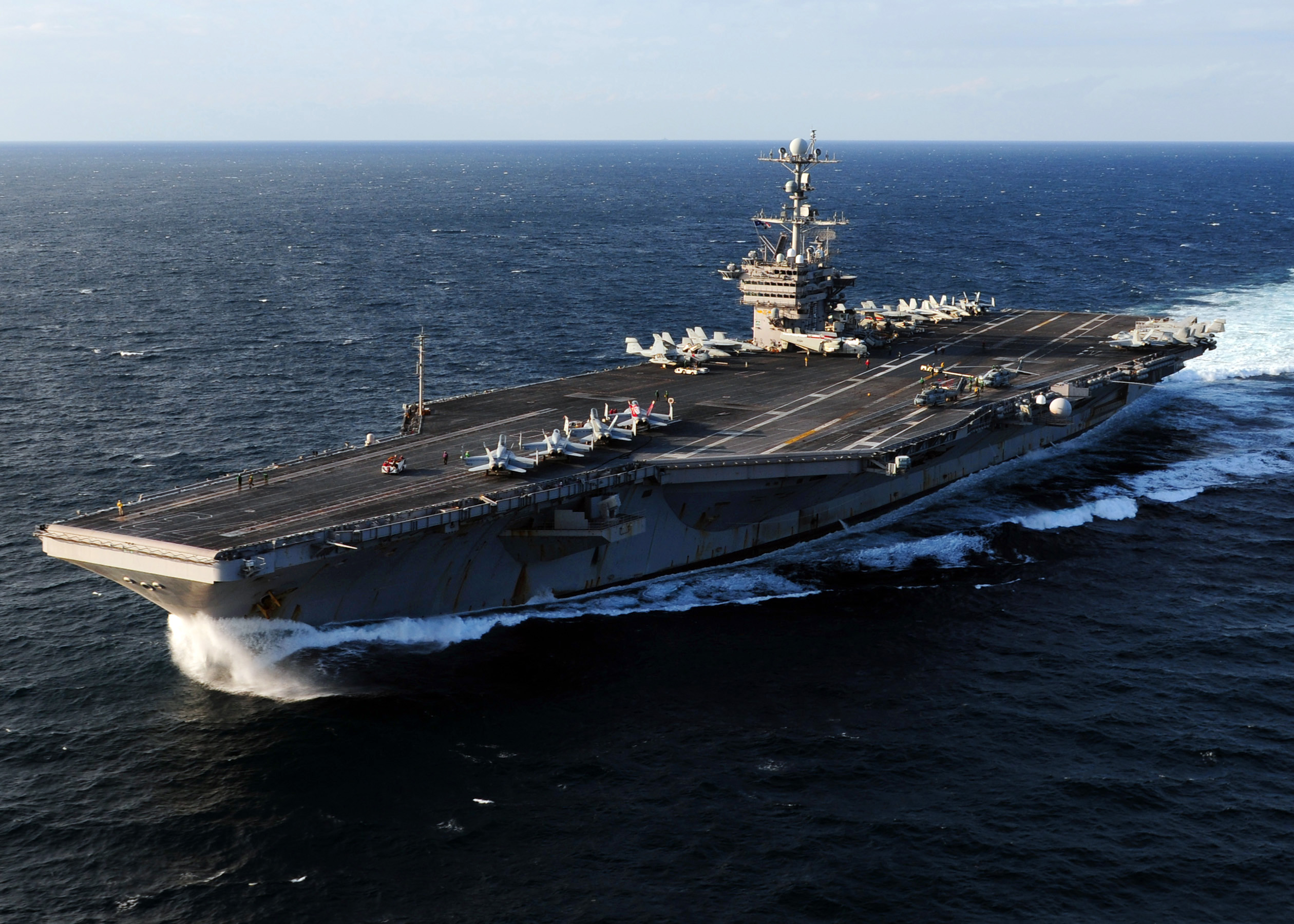
CVN-73 ジョージ・ワシントン
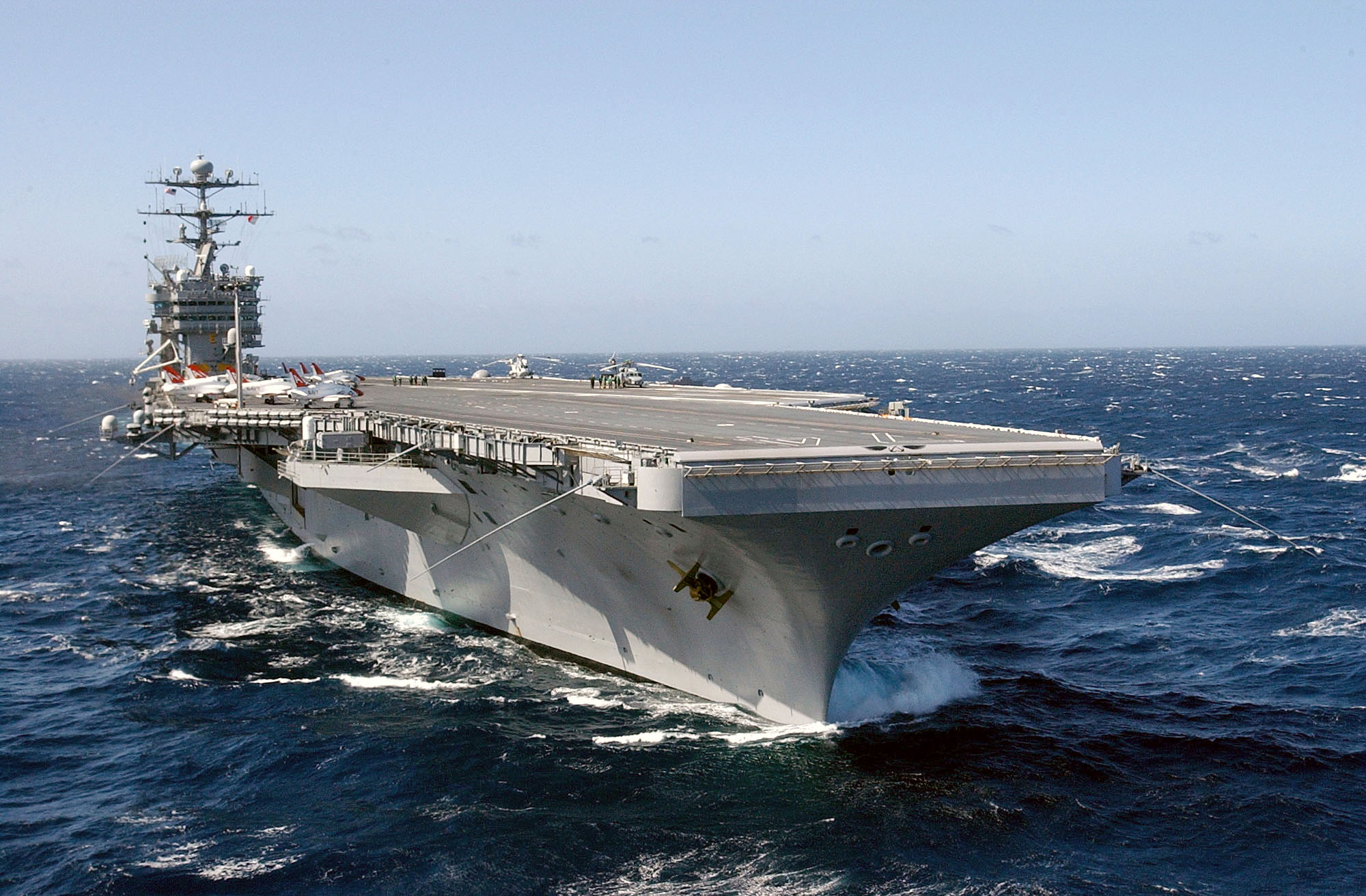
CVN-74 ジョン・C・ステニス
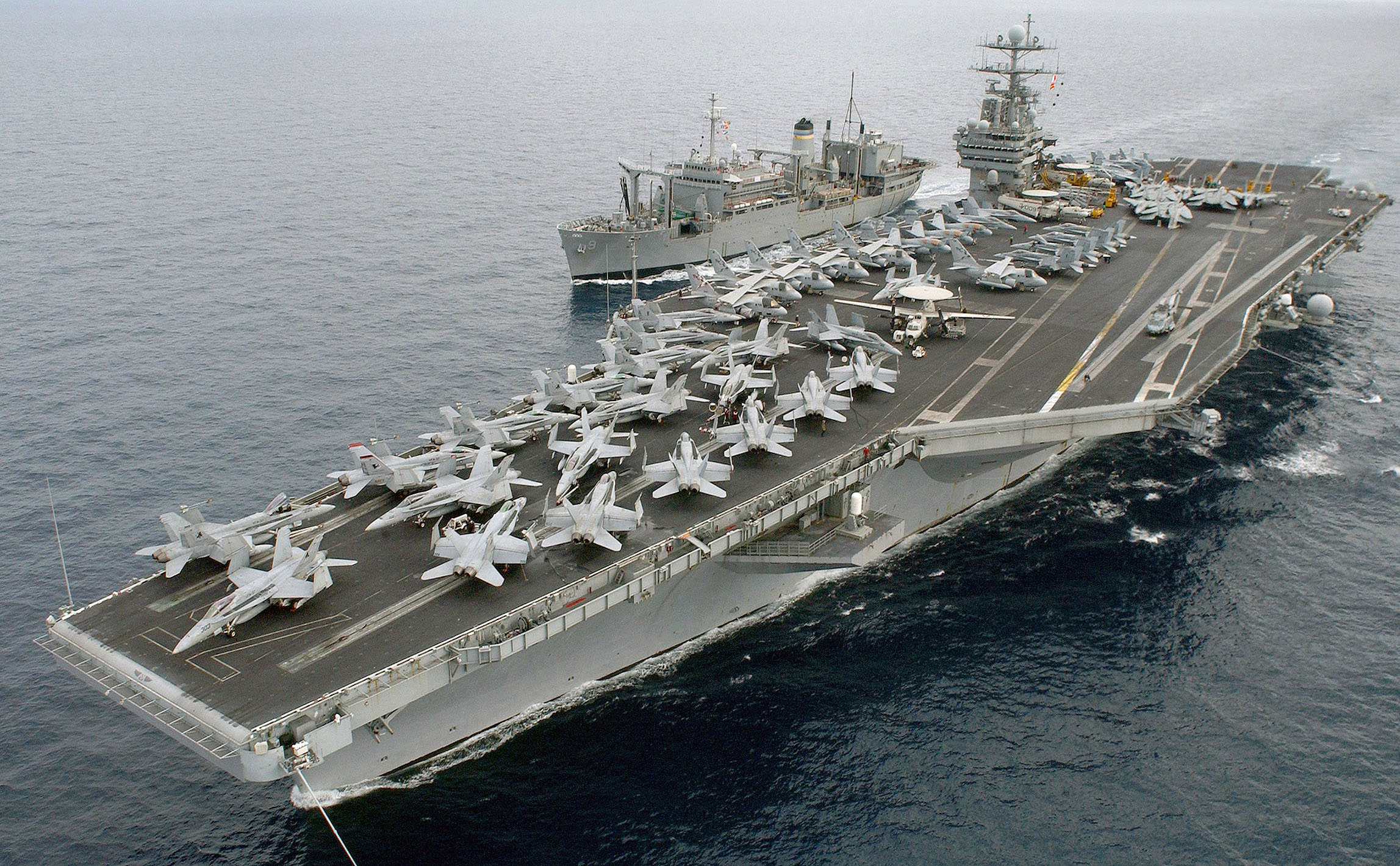
CVN-75 ハリー・S・トルーマン
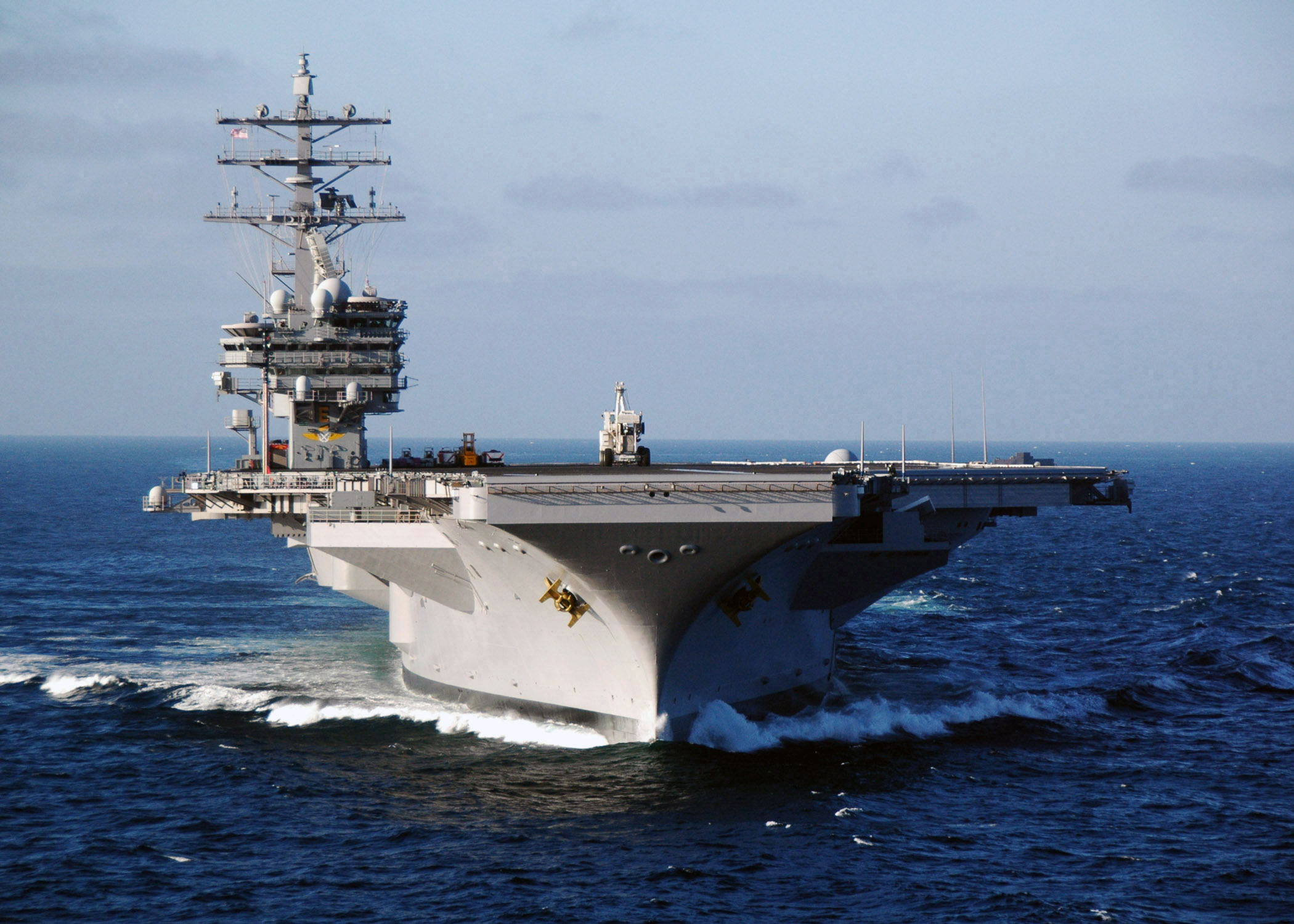
CVN-76 ロナルド・レーガン
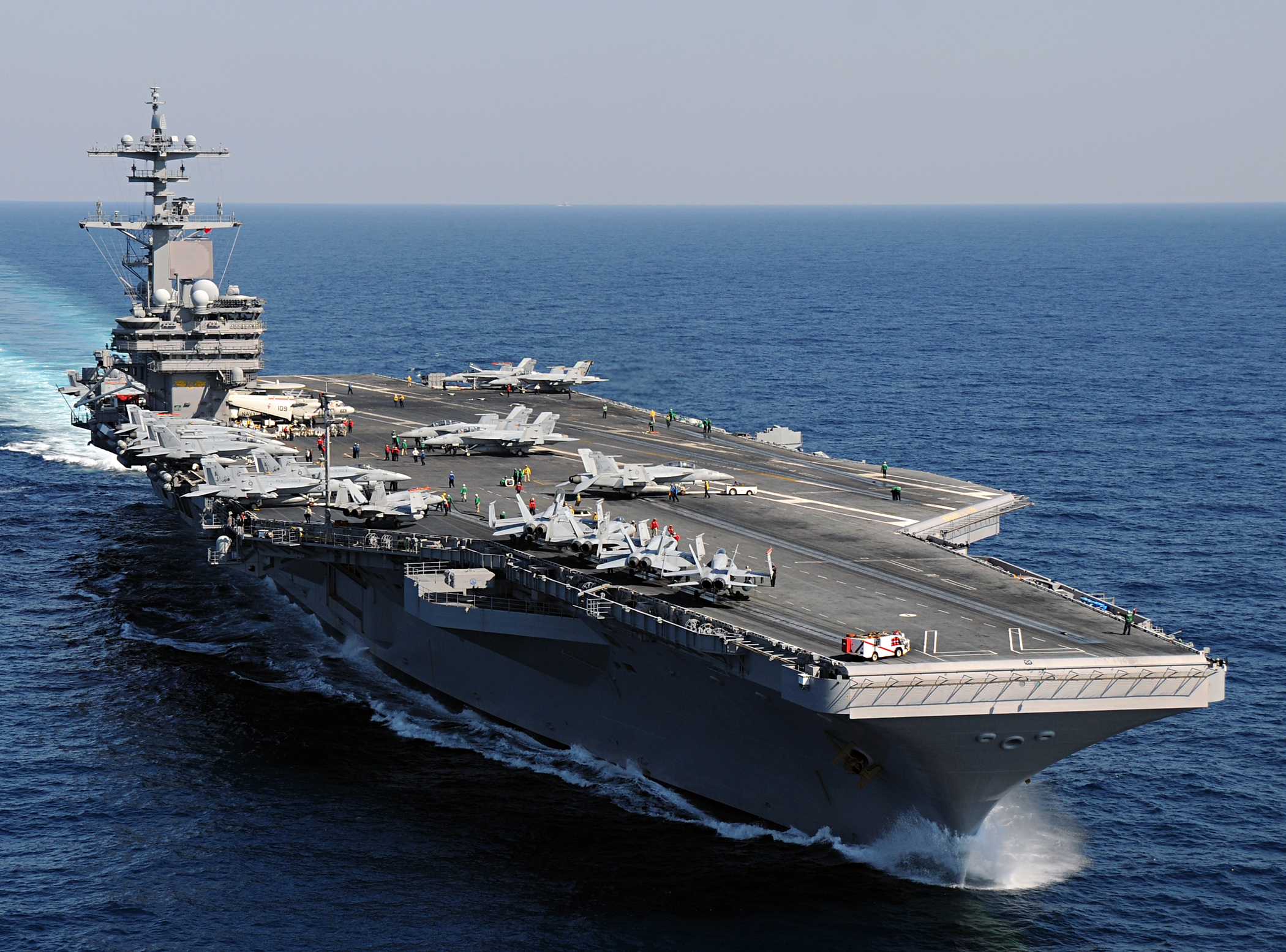
CVN-77 ジョージ・H・W・ブッシュ